# 衣浦湾

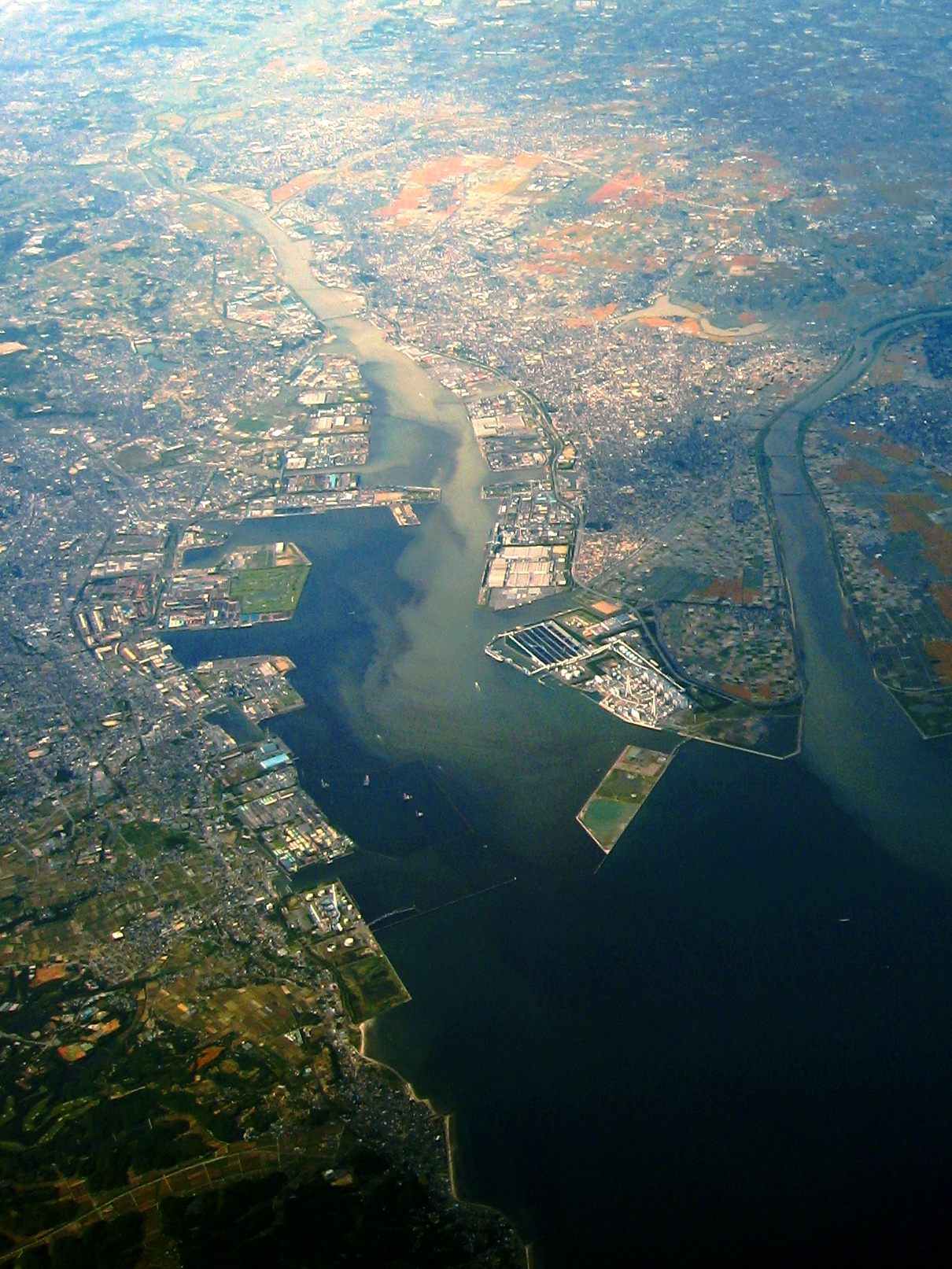
衣浦湾

衣浦湾（きぬうらわん）は、愛知県にある湾。ただし「衣浦湾」の表現は公的には三河湾を渥美湾と衣浦湾に分ける環境省関係の水域の表現でのみ用いられているにすぎず、三河湾を渥美湾と知多湾に分ける国土交通省（外局の海上保安庁の書誌など）や愛知県水産試験場の水域の表現では用いられていない。なお、一般の事典等では「衣ヶ浦湾」として記述するものもある。

## 水域
海上保安庁の書誌や愛知県水産試験場の水域の表現では三河湾を渥美湾と知多湾に分けるのに対し、環境省の環境基準の水域類型の指定では三河湾を渥美湾と衣浦湾に分けている。「公共用水域が該当する水質汚濁に係る環境基準の水域類型の指定」によると渥美湾と衣浦湾の境界は、蛭子岬と伊良湖岬を結ぶ線とされている。
なお、一般の事典等では「衣ヶ浦湾」として湾奥部を指すと記述するものもあるものの、実際には湾奥部は埋め立てが進んでおり湾の幅はとても狭いものとなっている。

## 名称

### 名称の変遷
大日本帝国陸軍陸地測量部や碧海郡役所が発行する地図では基本的に「衣ケ浦」と表記されてきた。しかし、1899年（明治32年）に知多郡武豊町の武豊港が開港した頃には「衣ケ湾」と、大正末期から昭和初期には「衣浦湾」と、1935年（昭和10年）頃からは「衣ケ浦湾」と表記されることも多くなった。1957年（昭和32年）、知多郡美浜町の布土川の河口から東に引いた線の北側が「衣浦港の港湾区域」に指定され、「衣浦湾」という呼び方が加わった。

### 名称の由来

#### 建稲種命の衣説
ヤマトタケルの武将である建稲種命は駿河国の海で溺れ死に、建稲種命がまとっていた衣（ころも）がこの地に漂着した。

#### 許呂母の君
垂仁天皇の第12皇子である落別主は、許呂母の君（ころものきみ）として挙母を治めていた。挙母に近いこの地を許呂母ケ浦（ころもがうら）と呼んでいたが、いつしか衣ケ浦に変わった。